# Panagiotis Kontaxakis
Panagiotis Kontaxakis (grec moderne : Παναγιώτης Κονταξάκης, né le 16 août 1964 à Melbourne, Australie) est un maitre grec de qigong et tai chi et un ancien sauteur en hauteur.

## Carrière comme sauteur en hauteur
Il a terminé huitième aux championnats d'Europe d'athlétisme en salle 1989.
Son meilleur saut était de 2,28 mètres, réalisé en juillet 1988, à Ankara, marque qu'il a égalé en mai 1989 à Budapest. Ainsi, il a détenu le record de Grèce, jusqu'en 1992 où il a été égalé par Kosmas Michalopoulos et amélioré par Lábros Papakóstas.